# Ekkehardt Belle
Ekkehardt Belle, accreditato talvolta anche come Nick Belle (Korschenbroich, 18 maggio 1954 – Monaco di Baviera, 31 gennaio 2022), è stato un attore, doppiatore e direttore del doppiaggio tedesco.
Tra cinema e televisione, ha partecipato, a partire dall'inizio degli anni settanta a circa una quarantina di produzioni.

## Biografia
Già da bambino apparì in diversi spot pubblicitari ed in alcuni telefilm. A partire dal 1973 recitò in alcuni film erotici come Il comportamento sessuale delle studentesse, Junge Mädchen mögen's heiß, Hausfrauen noch heißer, Was Schulmädchen verschweigen, Il tango del materasso e L'usignolo e l'allodola.
Belle raggiunse la notorietà al grande pubblico nel ruolo del protagonista in Kidnapped, uno sceneggiato in quattro puntate prodotto dalla ZDF tratto dal romanzo di Robert Louis Stevenson Il ragazzo rapito e trasmesso durante le festività natalizie del 1978. Nel 1979 Franz Josef Gottlieb gli affidò il ruolo di Stefan, il protagonista della commedia sexy Sunnyboy und Sugarbaby; nello stesso anno recitò anche nella parte principale della produzione ZDF Merlin.
Tra i suoi ruoli più importanti, figura quello di David Balfour nella miniserie televisiva Kidnapped (1978). Divenne un volto noto al pubblico televisivo, tra l'altro, per essere apparso in vari episodi della serie L'ispettore Derrick.
Tra il 1980 ed il 1986 apparì in otto episodi de L'ispettore Derrick, da ultimo nell'episodio Il caso Weidau. Nel 1982 invece recitò accanto a Martin Held e Gert Fröbe nella trasposizione televisiva della commedia classica Il ratto delle sabine di Franz e Paul von Schönthan. Nel novembre 2008 si esibì dal vivo alla Pasinger Fabrik di Monaco di Baviera nello spettacolo live Spring Heeled Jack. In seguito recitò anche nella serie natalizia Nesthäkchen.
Belle fu anche un apprezzato doppiatore, prestando la voce tra gli altri a Walter Koenig in Moontrap - Destinazione Terra (1989), Steven Seagal, Kevin Sorbo,  Dallas Adams, John Candy, Keith David, Bob Einstein, Dominic Guard, Claude Hebert, Van Heflin, Ken Marshall, David O'Hara, Joel Gordon, Göran Ragnerstam, Robert Reece, Eric Roberts, John Wesley Shipp, Carlos Sanz, ecc.
È morto nel 2022 a seguito di un'operazione.

## Vita privata
Visse con la moglie a Monaco di Baviera. I suoi nipoti Maximilian Belle e Jacqueline Belle sono anch'essi doppiatori.

## Filmografia parziale

### Cinema
- Mattatoio 5 (Slaughterhouse-Five), regia di George Roy Hill (1972)
- Hauptsache Ferien, regia di Peter Weck (1972) non accreditato
- Il comportamento sessuale delle studentesse (Schulmädchen-Report 5. Teil - Was Eltern wirklich wissen sollten), regia di Walter Boos e Ernst Hofbauer (1973) non accreditato
- Junge Mädchen mögen's heiß, Hausfrauen noch heißer, regia di Eberhard Schröder (1973)
- Was Schulmädchen verschweigen, regia di Ernst Hofbauer (1973) non accreditato
- Il tango del materasso (Matratzen-Tango), regia di Eberhard Schröder (1973)  non accreditato
- L'usignolo e l'allodola (Es war nicht die Nachtigall), regia di Sigi Rothemund (1974)
- Marcia trionfale, regia di Marco Bellocchio (1976)
- Sunnyboy und Sugarbaby, regia di Franz Josef Gottlieb (1979)
- Salut... j'arrive!, regia di Gérard Poteau (1982)
- Underworld, regia di Len Wiseman (2003)
- Der blinde Fleck, regia di Daniel Harrich (2013)

### Televisione
- Verurteilt, regia di Otto Jägersberg – film TV (1973)
- Unter Ausschluß der Öffentlichkeit – serie TV, 1 episodio (1974)
- Die Halde, regia di Rainer Erler – film TV (1975)
- Der Kommissar – serie TV, 1 episodio (1975)
- Aktenzeichen XY... ungelöst! – serie TV, 2 episodi (1975-1976)
- Der Anwalt – serie TV, 1 episodio (1976)
- Heinrich Heine, regia di Klaus Emmerich – film TV (1978)
- Kleine Geschichten mit großen Tieren, regia di Hartmut Griesmayr – film TV (1978)
- Spannende Geschichten – serie TV (1978)
- Le temps des as, regia di Claude Boissol – miniserie TV (1978)
- Kidnapped, regia di Jean-Pierre Decourt – miniserie TV (1978)
- Eine Frau bleibt eine Frau – serie TV, 2 episodi (1978-1979)
- Ein verrücktes Paar – serie TV, 1 episodio (1979)
- Die Protokolle des Herrn M – serie TV, 1 episodio (1979)
- Der Wald, regia di Wilm ten Haaf – film TV (1979)
- Merlin – serie TV, 6 episodi (1980)
- Tatort – serie TV, 1 episodio (1980)
- Liebe bleibt nicht ohne Schmerzen, regia di Alfred Vohrer – film TV (1980)
- La conquête du ciel, regia di Claude-Jean Bonnardot – miniserie TV, 4 episodi (1980)
- L'ispettore Derrick (Derrick)– serie TV, 9 episodi (1980-1989)
- Ein Stück von Euch – serie TV, 1 episodio (1981)
- Squadra speciale K1 (Sonderdezernat K1) – serie TV, 1 episodio (1981)
- Drunter und Drüber – serie TV, 6 episodi (1981)
- Ehe oder Liebe, regia di Sigi Rothemund – film TV (1982)
- Der Raub der Sabinerinnen, regia di Rolf von Sydow – film TV (1983)
- Nesthäkchen – serie TV, 4 episodi (1983)
- Engel auf Rädern – serie TV, 1 episodio (1983)
- Heiße Wickel - kalte Güsse – serie TV (1984)
- Mensch ohne Fahrschein, regia di Alfred Weidenmann – film TV (1984)
- Die Krimistunde – serie TV, 1 episodio (1985)
- Die Letzten Helden - Hörspiel Specials – serie TV, 1 episodio (2015)

## Doppiaggi
- Il succhione (Graf Dracula in Oberbayern), regia di Carl Schenkel (1979) non accreditato
- L'impareggiabile Dottor Snuggles (Doctor Snuggles) – serie TV d'animazione, 7 episodi (1979-1981)
- Macho Man, regia di Alexander Titus Benda (1985) non accreditato
- Mecki und seine Freunde – serie TV (1995)
- Vortex, regia di Michael Pohl (2001)
- Secret Files: Il mistero di Tunguska (Secret Files: Tunguska) - videogioco (2006) versione tedesca, non accreditato
- Geheimakte 2: Puritas Cordis - videogioco (2008) versione tedesca, non accreditato
- Lost Horizon - videogioco (2010)
- Die Tigerentenbande - Der Film, regia di Irina Probost (2011)
- Trenk, il piccolo cavaliere (Der kleine Ritter Trenk) – serie TV, 18 episodi (2011-2012)
- Mack Blaster - Die Welt im Fadenkreuz, regia di René Schweitzer e Sebastian Utech - cortometraggio (2014)
- Soy Luna – serie TV, 2 episodi (2017-2018) versione tedesca
- Smoker in One Piece